# Grzegorz Wysocki (dziennikarz)
Grzegorz Wysocki (ur. 1985) – polski dziennikarz i publicysta, felietonista i krytyk literacki, laureat Grand Press (2022) w kategorii Wywiad.

## Życiorys
Pochodzi z Liniewa na Kaszubach, gdzie się urodził i wychowywał. Ukończył studia na Uniwersytecie Jagiellońskim. W latach 2011–2018 współpracował z Wirtualną Polską, m.in. jako: szef WP Opinie, wydawca strony głównej WP, redaktor WP Książki. W latach 2018–2022 był dziennikarzem „Gazety Wyborczej” Od grudnia 2022 pracuje jako dziennikarz serwisu Gazeta.pl. Jest również felietonistą „Dwutygodnika”, „Lampy”, „Res Publiki Nowej”, „Twórczości” i „Ha!artu”. Jest autorem licznych wywiadów (m.in. ze Stefanem Chwinem, Adamem Darskim, Manuelą Gretkowską, Renatą Lis, Robertem Makłowiczem, Januszem Palikotem, Sylwią Spurek, Szczepanem Twardochem, Janem Urbanem i Lechem Wałęsą), cyklu rozmów z wyborcami Prawa i Sprawiedliwości, przeglądów opinii pt. „Wszystkie Strony”, pisanego podczas pandemii Covid-19 „Dziennika czasów zarazy”, a także relacji z podróży, recenzji i polemik.

### Życie prywatne
Do 2023 mieszkał w Warszawie. Następnie przeprowadził się do Łodzi.

## Wyróżnienia
- Nominacja do Grand Press w kategorii Wywiad za rozmowę ze Stefanem Chwinem „A co jeśli nas Polaków nic nie łączy?”[8];
- Laureat Grand Press (2022) w kategorii Wywiad za rozmowę z Renatą Lis „Jeśli nienawidzisz, to znaczy, że zostałeś pokonany”[3].